# Максимовка (Калузька область)
Максимовка (рос. Максимовка) — присілок в Малоярославецькому районі Калузької області Російської Федерації.
Населення становить 113 осіб. Входить до складу муніципального утворення Село Головтєєво.

## Історія
Від 2004 року входить до складу муніципального утворення Село Головтєєво.

## Населення
| 2002 | 2010 |
| ---- | ---- |
| 144  | ↘113 |